# اندیس سرطاق
سرطاق یک اندیس غیرفلزی است که در حوالی شهر سمیرم استان اصفهان قرار دارد و مادهٔ معدنی موجود در آن، باریت است.  